# Felice Mario Boano

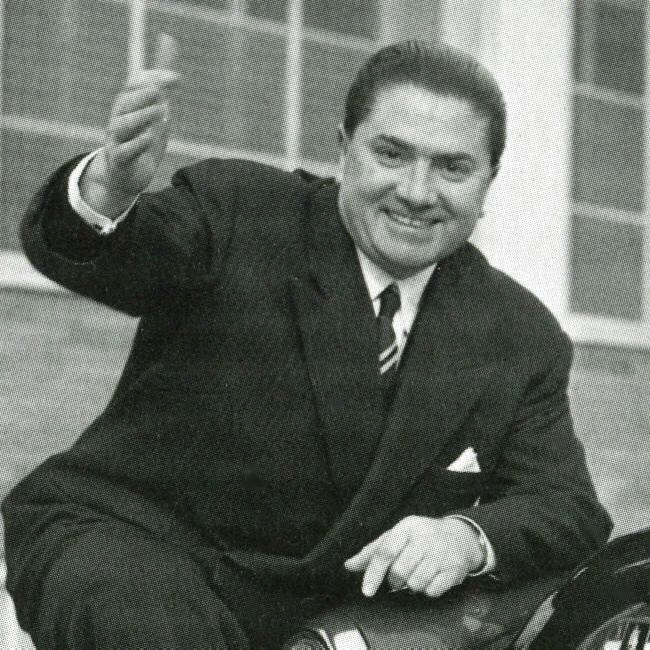
Felice Mario Boano

Felice Mario Boano (* 23. Mai 1903 in Turin; † 8. Mai 1989 ebenda) war ein italienischer Automobildesigner und Karosseriebauer. Als langjähriger Chefdesigner der Carrozzeria Ghia sowie als erster Leiter des 1957 gegründeten Centro Stile Fiat hat er das europäische Automobildesign nach dem Zweiten Weltkrieg wesentlich beeinflusst.

## Leben
Felice Mario Boano studierte nach dem Ersten Weltkrieg Kunsthandwerk an der Technischen Hochschule San Carlo in Turin und spezialisierte sich im Bronzeguss. Auf Grundlage dieser Fähigkeiten begann er in den 1920er Jahren als Karosseriebauer für Stabilimenti Farina zu arbeiten. 1930 wechselte Boano zur Carrozzeria Pinin Farina. Im selben Jahr wurde sein einziger Sohn Gian Paolo geboren, mit dem Boano später beruflich kooperierte. 1936 machte sich Boano selbstständig, kehrte aber 1940 wieder zu Pininfarina zurück. 1944 übernahm er den Karosseriebaubetrieb Ghia. 1954 schied er bei Ghia aus und eröffnete ein eigenes Karosseriebauunternehmen, die Carrozzeria Boano, das er aber schon nach drei Jahren wieder aufgab, um die Leitung des neu gegründeten Centro Stile Fiat zu übernehmen. Bis 1966 blieb Felice Mario Boano als Designer für Fiat tätig.

## Arbeit

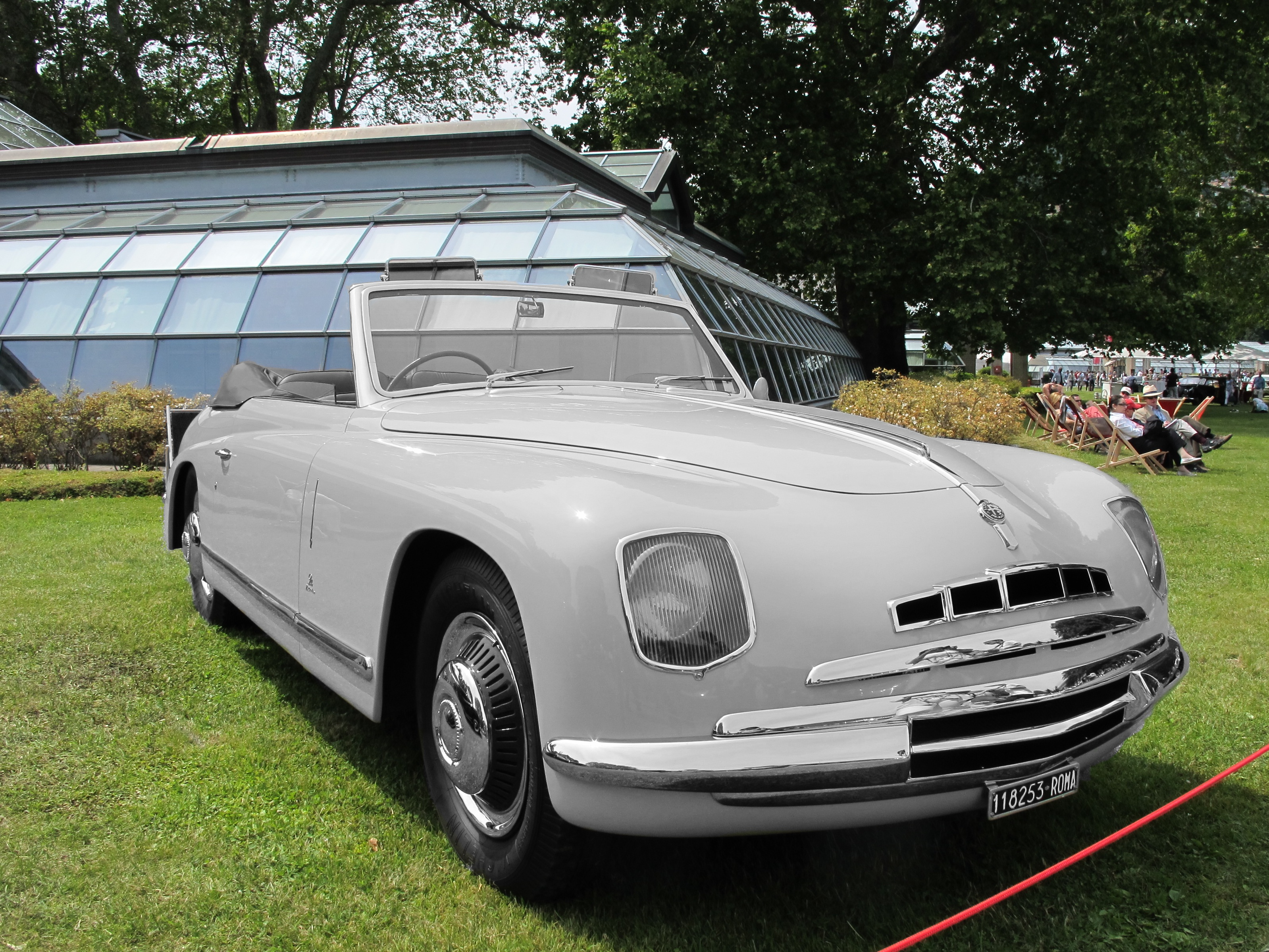
Alfa Romeo 6C 2500 Ghia, 1947

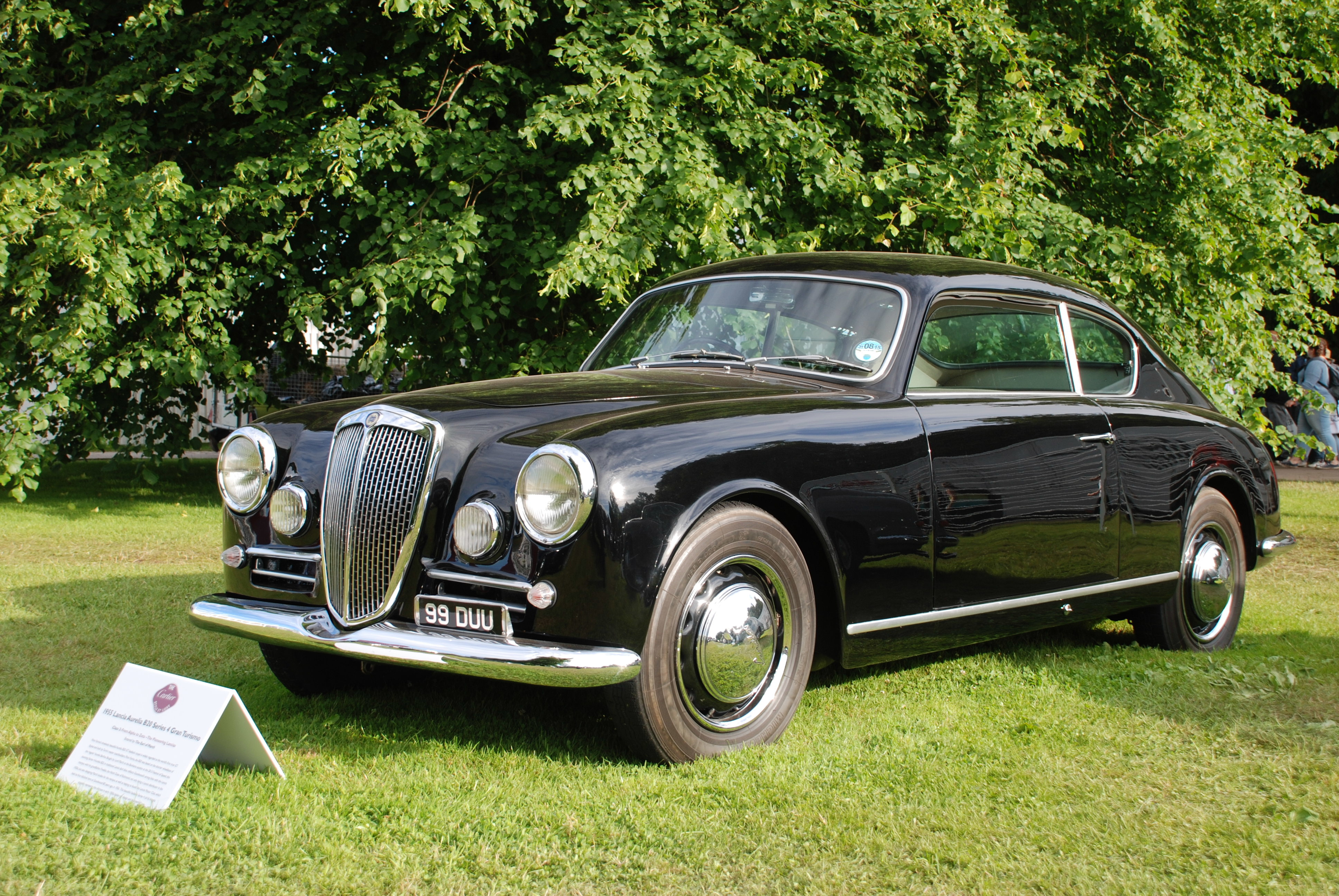
Lancia Aurelia B20, 1951

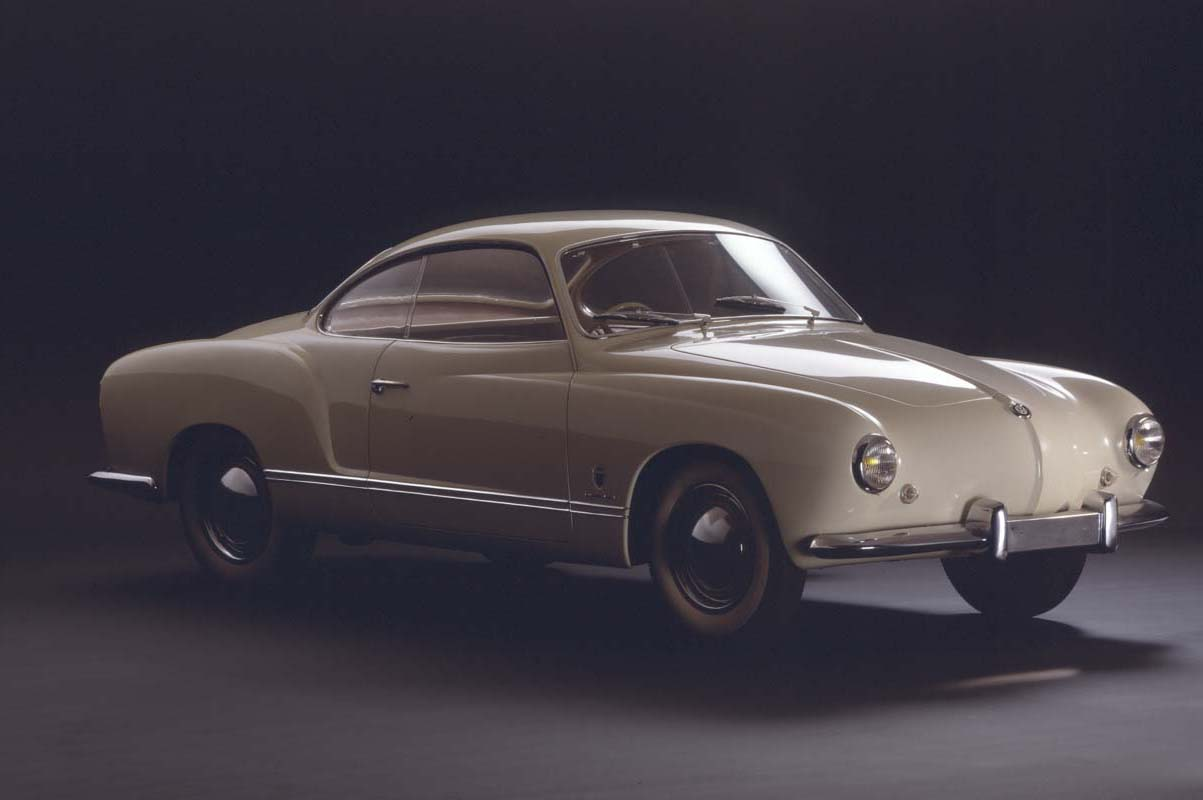
VW Karmann-Ghia, Prototyp, 1953

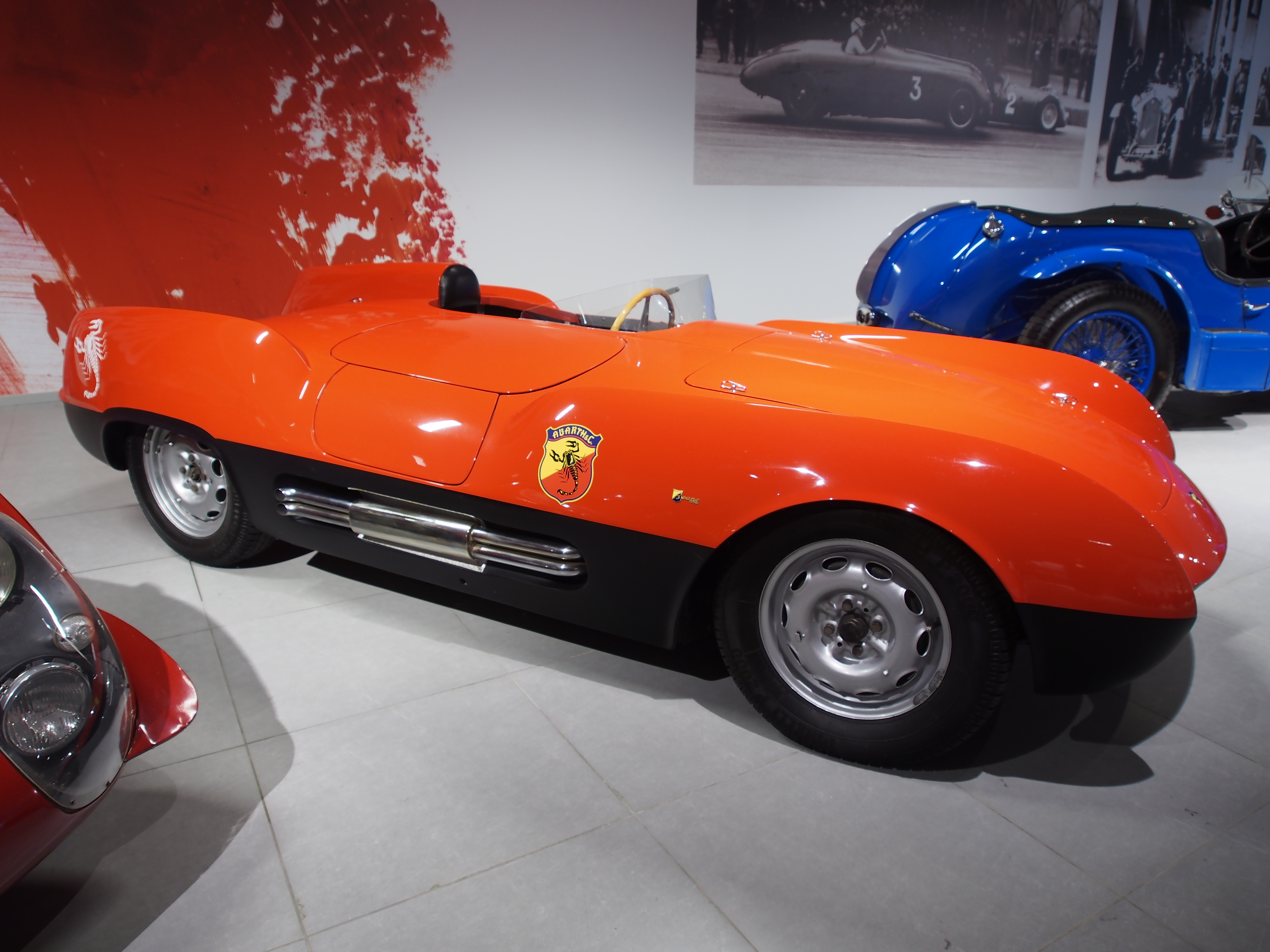
Abarth 207A, 1955

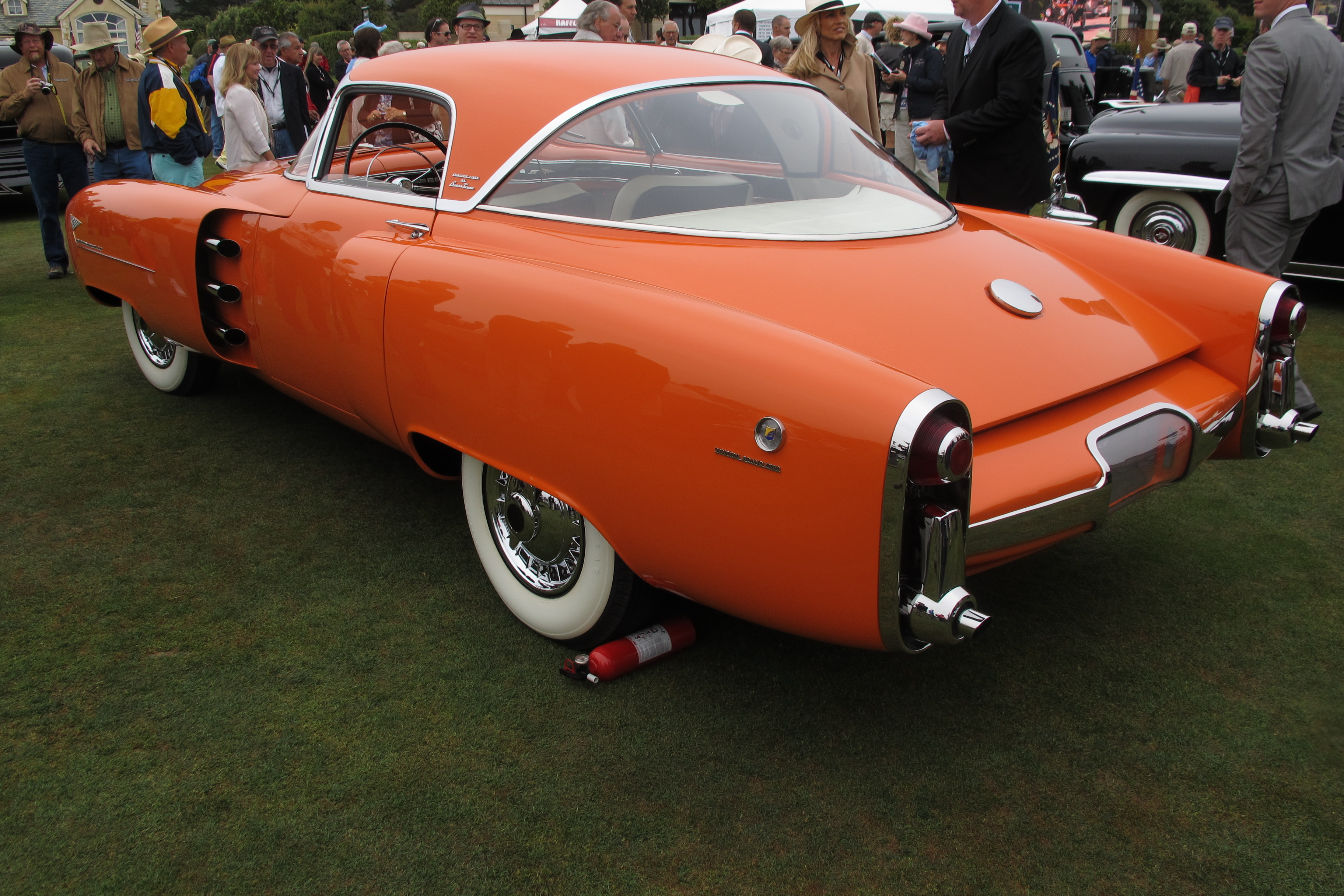
Lincoln Indianapolis, Studie, 1955

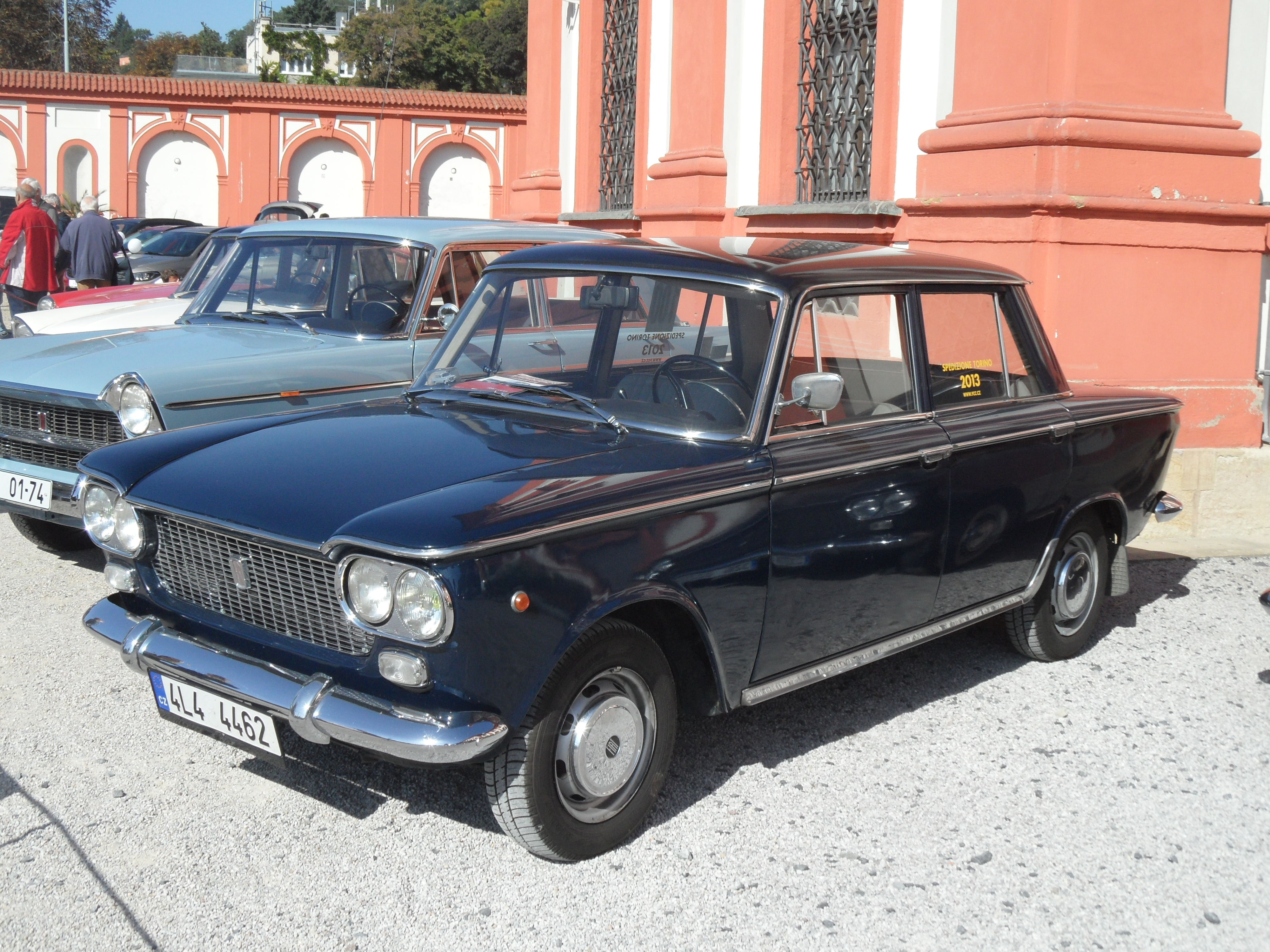
Fiat 1300, 1961

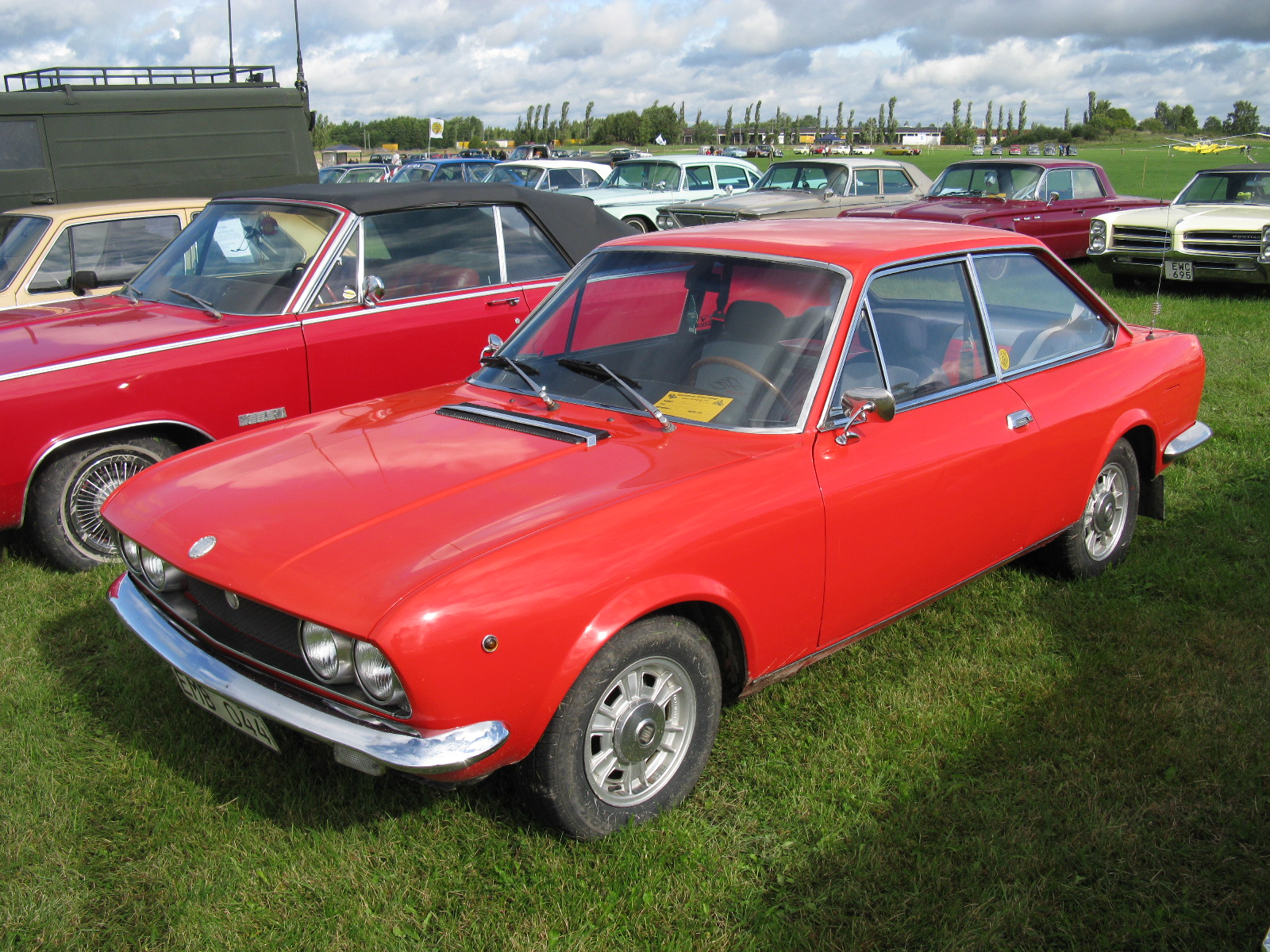
Fiat 124 Coupé, 1967

Felice Mario Boano hat die Entwicklung des Automobildesigns als eigenständiger Disziplin von den Anfängen im Karosseriebau auf Basis bestehender Fahrgestelle in der Zwischenkriegszeit bis zur Etablierung markeninterner Designabteilungen in den 1950er und 1960er Jahren miterlebt und mitgestaltet. Als Mitarbeiter der renommierten Karosseriebaubetriebe Stabilimenti Farina und Carrozzeria Pinin Farina erwarb er sich in den 1920er und 1930er Jahren weitreichende Erfahrungen, die er ab 1944 als neuer Eigentümer von Ghia dazu nutzte, die Firma als ein weltweit angesehenes Designbüro und als Prototypen-Manufaktur zu etablieren. Nach einer kurzen Phase der Selbstständigkeit als Karosseriebauer übernahm er 1957 die Aufgabe, das Centro Stile Fiat nach US-amerikanischem Vorbild als neue Designabteilung der Automarke aufzubauen, womit Fiat eine Pionierrolle in Europa einnahm. Diese Entwicklung trug langfristig zugleich zum Niedergang der unabhängigen italienischen Designbüros bei.

### 1930 bis 1936 – Carrozzeria Pinin Farina
Nach Anfangsjahren beim Karosseriebaubetrieb Stabilimenti Farina von Giovanni Farina, wechselte Felice Mario Boano zur Carrozzeria Pinin Farina, das von Giovannis Bruder Battista 1930 gegründet wurde. Dort war Boano als Chefdesigner am Entwurf von Fahrzeugen beteiligt, mit denen sich Pininfarina einen guten Ruf im Automobildesign für Coupés und Sportwagen erarbeiten konnte.
1936 machte sich Boano selbstständig und entwarf Karosserien für Betriebe wie Viotti, Bertone, Castagna oder Giacinto Ghia. 1940 kehrte er noch einmal als Angestellter zu Pininfarina zurück.

### 1944 bis 1954 – Carrozzeria Ghia
Aufgrund seiner guten beruflichen Beziehungen zu Giacinto Ghia wurde Boano nach dem Tod Ghias 1944 von dessen Witwe Santina als neuer künstlerischer Leiter der Carrozzeria Ghia eingesetzt und führte das Unternehmen gemeinsam mit Giorgio Alberti. 1951 stellte Boano den Ingenieur Luigi Segre als neuen Geschäftsführer ein. Nach wachsenden Differenzen mit Segre um die zukünftige Ausrichtung der Firma verkaufte Boano im März 1954 seine Geschäftsanteile an Segre.

### 1954 bis 1957 – Carrozzeria Boano
Mit dem Erlös aus dem Verkauf seiner Geschäftsanteile an Ghia eröffnete Boano ein eigenes Karosseriebauunternehmen, die Carrozzeria Boano, das er zusammen mit seinem Sohn Gian Paolo führte. Neben eigenen Entwürfen für Auftraggeber wie Lincoln, Abarth oder Alfa Romeo baute das Unternehmen auch Karosserien in Kleinserienfertigung. Mit der Produktion des Modells Ferrari 250 GT Boano, dessen Karosserieentwurf von Pininfarina stammte, trug Boano maßgeblich am Wandel des Sportwagenherstellers von einem Rennwagen-Spezialisten zum Serienhersteller bei.

### 1957 bis 1966 – Centro Stile Fiat
1957 gab Boano sein Karosseriebauunternehmen wieder auf, das von Boanos Schwiegersohn Ezio Ellena weitergeführt wurde, um die Leitung des neu gegründeten Centro Stile Fiat zu übernehmen. Gemeinsam mit seinem Sohn baute er für Italiens führende Automobilmarke Fiat ein hauseigenes Designzentrum auf, um angesichts des wachsenden Modellprogramms der Marke die Konstruktionsabteilung unter Leitung von Dante Giacosa hinsichtlich des Karosserieentwurfs zu entlasten. Gian Paolo Boano übernahm bereits 1959 die Leitung des Designzentrums von seinem Vater, der aber noch bis 1966 als Designer für Fiat tätig blieb.

## Automobil-Designs
Für die Carrozzeria Pinin Farina:
- 1931: Lancia Astura Roadster
- 1931: Lancia Dilambda Torpedo Sport Typ „India“
- 1932: Hispano-Suiza Sport Coupé
- 1932: Fiat Ardita Cabriolet
- 1934: Fiat Ardita Berlina

Für die Carrozzeria Ghia:
- 1947: Alfa Romeo 6C 2500
- 1949: Fiat 1100 „Gioiello“
- 1950: Plymouth XX500
- 1951: Lancia Aurelia B20 Coupé
- 1952: Siata Daina
- 1953: Renault 4CV Autobleu Coupé
- 1953: Fiat 8V Coupé
- 1953: VW Karmann-Ghia

Mit der Carrozzeria Boano:
- 1954: Alfa Romeo 6C 3000CM Coupé
- 1955: Lincoln Indianapolis
- 1955: Alfa Romeo 1900 „Primavera“
- 1955: Abarth 207A Spider
- 1955: Abarth 209A Coupé
- 1956: Fiat 1100 Coupé

Für das Centro Stile Fiat:
- 1961: Fiat 1300
- 1961: Simca 1000
- 1965: Fiat 850 Coupé
- 1967: Fiat 124 Coupé
- 1969: Fiat 130